# Mary E. Hatten

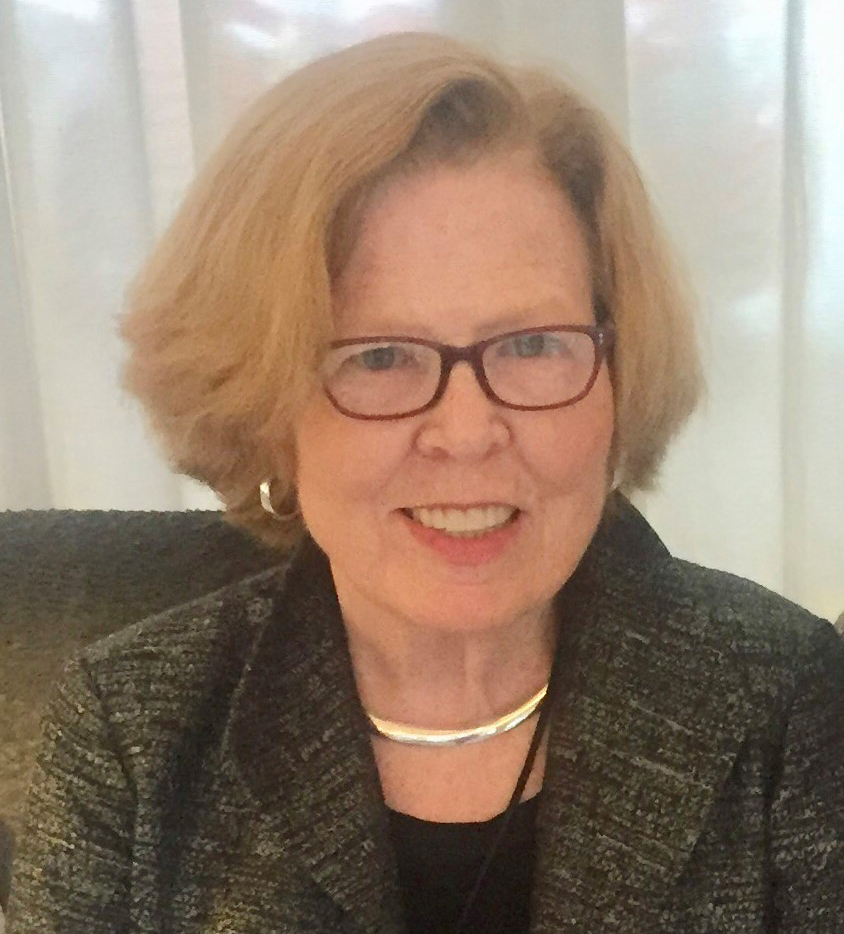
Mary E. Hatten (2018)

Mary Elizabeth „Mary Beth“ Hatten (* 1. Februar 1950 in Richmond, Virginia) ist eine US-amerikanische Neurowissenschaftlerin an der Rockefeller University in New York City. Sie gilt als Expertin für die Schnittstelle zwischen Entwicklungsbiologie und Neurobiologie (developmental neurobiology).

## Leben und Wirken
Hatten erwarb 1971 am Hollins College eine Bachelor in Chemie und 1975 bei Max M. Burger an der Princeton University bzw. am Biozentrum der Universität Basel einen Ph.D. in Biochemie. Als Postdoktorandin war sie bei Richard L. Sidman an der Harvard University.
1978 erhielt Hatten an der New York University eine erste Professur (Assistant Professor), 1982 wurde sie Associate Professor. 1986 wechselte sie an die Columbia University, wo sie 1988 eine ordentliche Professur erhielt. 1992 ging sie an die Rockefeller University, wo sie die erste Frau auf einer ordentlichen Professur wurde. Heute (Stand 2023) ist sie hier Frederick P. Rose Professor of Neurosciences and Behaviour.
Neben Alipasha Vaziri ist sie stellvertretende Direktorin des Kavli Neural Systems Institute an der Rockefeller University.
Hatten konnte wesentliche Beiträge zum Verständnis der Entwicklung des Säugetier-Gehirns leisten, der Neurogenese und der Migration von Neuronen. Insbesondere entwickelte sie eine Methode, um in Echtzeit die Bewegung von Neuronen bildlich darzustellen, überwiegend entlang Gliazellen. Mittels genetischer und molekularer Methoden erforschen Hatten und Mitarbeiter die Grundlagen der Entstehung von Zuständen und Erkrankungen wie Autismus, Schizophrenie, Epilepsie, Aufmerksamkeitsdefizit-/Hyperaktivitätsstörung oder kindlichen Hirntumoren. Sie verwenden Mäuse als Modellorganismus.
Laut Datenbank Scopus hat Hatten einen h-Index von 65 (Stand August 2023).

## Auszeichnungen (Auswahl)
- 2000 Fellow der American Association for the Advancement of Science
- 2017 Mitglied der National Academy of Sciences[3]
- 2017 Ralph-W.-Gerard-Preis der Society for Neuroscience[4]
- 2021 Mitglied der National Academy of Medicine[5]
- 2023 Mitglied der American Academy of Arts and Sciences[6]